# 李玘 (正德進士)
李玘（1470年—？年），字孟玉，江西广信府玉山縣人，民籍。

## 生平
治《書經》，行六十四，弘治五年（1492年）壬子科江西鄉試第八十二名舉人，年三十九歲中式正德三年（1508年）戊辰科會試第一百九十七名，第三甲第一百六十二名進士。授金华县知县，有惠政，章枫山常常称赞他。升工部主事，转刑部员外郎，致仕归。家徒壁立，有司欲一见而不可得。

## 家族
曾祖李希哲。祖李尹初，封知县。父李亮，通判。母詹氏，封孺人。慈侍下。兄圭，驿丞；璠、璋、弟泰、玠、珂、琦、瑭、珏。